# جيم ميلر (لاعب كرة قاعدة)
جيم ميلر (بالإنجليزية: Jim Miller)‏ هو لاعب كرة قاعدة أمريكي، ولد في 2 أكتوبر 1880 في بيتسبرغ في الولايات المتحدة، وتوفي بنفس المكان في 7 فبراير 1937.

## وصلات خارجية
- جيمس ميلر على موقعبيزبول رفرنس.كوم (الدوري الرئيسي) (الإنجليزية)
- جيمس ميلر على موقعبيزبول رفرنس.كوم (الدوري الثانوي) (الإنجليزية)